# Брюнсюм
Брю́нсюм (нидерл. Brunssum, лимб. Broensem) — город и община в провинции Лимбург в Нидерландах. С 1967 года — место размещения штаб-квартиры Командования объединённой группировкой ОВС НАТО.

## Население и администрация

Население Брюнсюма по полу и возрасту, 2008 год

В конце 2009 года население Брюнсюма составляло 29 448 человек, что составляет рост в два процента с 1960 года. Из этого числа примерно 20 процентов составляют жители моложе 20 лет и столько же старше 65 лет; распределение по полу было равномерным: женщины составляют примерно 51 процент населения города.
Помимо основного населения, в Брюнсюме также постоянно проживают около двух тысяч служащих штаб-квартиры Командования объединённой группировкой ОВС НАТО и членов их семей. Для детей сотрудников НАТО в городе открыта мультикультурная школа.
В муниципалитете Брюнсюма 21 депутат, и после выборов 2010 года они представляли десять фракций. Коалиция состоит из представителей пяти фракций: Народная партия за свободу и демократию, Партия труда (по 3 места), Христианские демократы Брюнсюма, Христианско-демократический призыв и Городской список (по 2 места). Мэр Клеменс Брокен представляет Христианско-демократический призыв.

## География
Брюнсюм расположен в южной части самой южной провинции Нидерландов. Город связан автобусными маршрутами с Херленом, главным транспортным узлом Южного Лимбурга, и Ситтардом.
В Брюнссюме прохладный приморский климат, подверженный влиянию влажных ветров с Атлантики, дующих со стороны Бельгии. Погода часто облачная, с октября по март обычна сплошная облачность. Этот сезон характеризуется порывистыми ветрами, дождями и грозами.
| Показатель                 | Янв. | Фев. | Март | Апр. | Май | Июнь | Июль | Авг. | Сен. | Окт. | Нояб. | Дек. |
| -------------------------- | ---- | ---- | ---- | ---- | --- | ---- | ---- | ---- | ---- | ---- | ----- | ---- |
| Средний максимум, °C       | 4    | 6    | 9    | 13   | 17  | 20   | 22   | 22   | 19   | 15   | 9     | 5    |
| Средний минимум, °C        | −1   | −1   | 2    | 4    | 8   | 11   | 12   | 12   | 10   | 7    | 3     | 0    |
| Источник: Holidaycheck.com |      |      |      |      |     |      |      |      |      |      |       |      |

## Военный гарнизон

Эмблема Северной штаб-квартиры НАТО

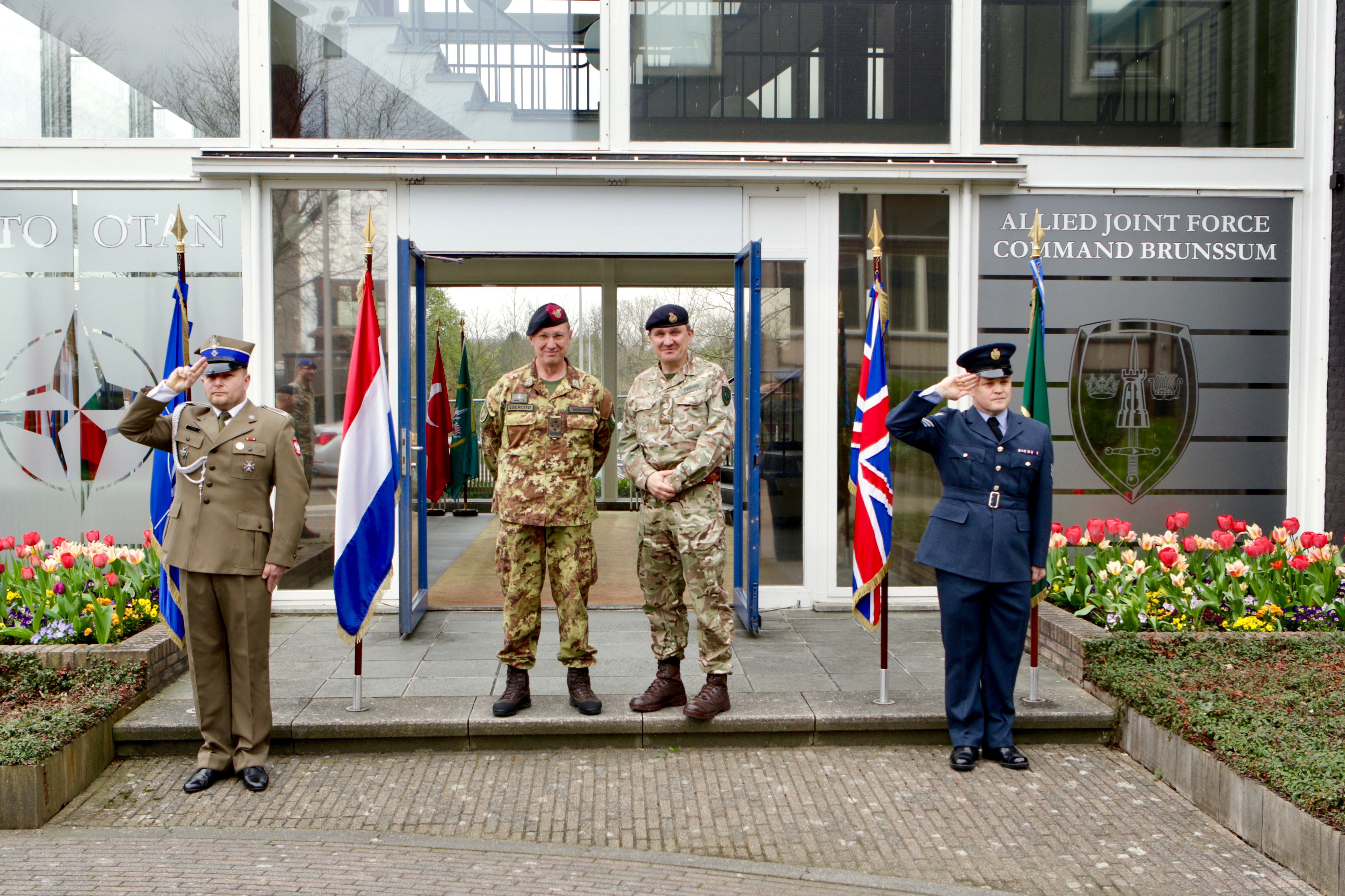
Командиры гарнизона Брюнсюм (2018 год)

С марта 1967 года в Брюнсюме размещается штаб-квартира Северного фланга НАТО.
Кроме сухопутного гарнизона здесь расположены части раннего оповещения о ракетных нападениях.
Рядом с городом находится подземный бункер, построенный ещё в годы Холодной войны.
Начиная с 2010 года штаб несёт ответственность за военные операции в Балтийском и Северном морях.
В оперативном плане этому штабу подчиняется Многонациональный корпус НАТО «Северо-Восток».
На случай агрессии против европейских союзников гарнизон становится форпостом для подразделений III-го корпуса армии США.

## Культура и спорт
Каждый високосный год в июле в Брюнсюме проходит фольклорный фестиваль Parade Brunssum, привлекающий десятки тысяч туристов со всего мира. Десятый фестиваль, проходивший в 1992 году, стал крупнейшим мероприятием в программе Международного совета по организации фестивалей фольклора и традиционных искусств.
Местная футбольная команда «BSV Limburgia», чемпион Нидерландов в сезоне 1949/50 года, в настоящее время играет в нидерландских любительских лигах.
В городе ежегодно проводится Брюнсюмский пробег (10 километров по шоссе), на котором в 2009 году кенийский бегун Мика Кого побил мировой рекорд, установленный в 2002 году Хайле Гебреселассие. Рекорд Кого продержался до сентября 2010 года.
В 1993 году Брюнсюм стал местом проведения чемпионата мира по международным шашкам среди женщин. Победительницей турнира в Брюнсюме стала Ольга Левина, представлявшая Украину.